# Civilization V: Brave New World
Civilization V: Brave New World är den andra expansionen till Civilization V och släpptes den 9 juli 2013 i Nordamerika samt den 12 juli 2013 i resten av världen. Expansionens huvudsakliga innehåll är världskongressen, internationella handelsvägar och omarbetning av diplomati- och kultursystemet.

## Gameplay
Brave New World innehåller tjugo nya enheter, åtta nya byggnader, åtta nya underverk, nio nya civilisationer, internationella handelsvägar och ideologier. Kultursystemet har ändrats till att omfatta turism, arkeologi och mästerverk som alla är viktiga för att vinna en kulturell seger. Dessutom har världskongressen lagts till som utvidgar diplomatin.
Två nya scenarion inkluderas: "American Civil War", som fokuserar på Amerikanska inbördeskriget, och "Scramble for Africa", som fokuserar på Kapplöpningen om Afrika.

## Civilisationer
Brave New World lägger till nio nya civilisationer. Varje civilisation har en ledare med en speciell förmåga och två unika enheter, eller en unik enhet och en unik byggnad.
| Civilisation | Ledare          | Unik 1            | Unik 2             | Speciell förmåga       |
| ------------ | --------------- | ----------------- | ------------------ | ---------------------- |
| Assyrien     | Ashurbanipal    | Belägringstorn    | Kungligt bibliotek | Nineves skatter        |
| Brasilien    | Peter II        | Pracinha          | Bresiljaträdläger  | Karneval               |
| Indonesien   | Gajah Mada      | Kris              | Candi              | Kryddöbor              |
| Marocko      | Ahmad al-Mansur | Berberkavalleri   | Kasbah             | Inkörsport till Afrika |
| Polen        | Kasimir III     | Husar             | Hertigligt stall   | Solidaritet            |
| Portugal     | Maria I         | Karack            | Faktori            | Mare clausum           |
| Shoshoner    | Pocatello       | Stigfinnare       | Comancher          | Stor utbredning        |
| Venedig      | Enrico Dandolo  | Venetiansk köpman | Stor galeas        | Serenissima            |
| Zululand     | Shaka Zulu      | Impi              | Kasern             | Assegaj                |